# اسم فرنسي شائع
الاسم الفرنسي الشائع (بالفرنسية: Dénomination Commune Française، مختصره DCF)‏ هو التسمية الفرنسية الرسمية المعتمدة للدواء.